# Pachylophus proximus
Pachylophus proximus är en tvåvingeart som beskrevs av Adams 1905. Pachylophus proximus ingår i släktet Pachylophus och familjen fritflugor. Inga underarter finns listade i Catalogue of Life.